# Apoclea algira
Apoclea algira là một loài ruồi trong họ Asilidae. Apoclea algira được Linné miêu tả năm 1767.